# Калламар, Аньес
Аньес Калламар (фр. Agnès Callamard, род. 30 ноября 1964, Франция) — французская правозащитница, генеральный секретарь «Эмнести Интернэшнл». В прошлом Калламар была помощником генерального секретаря «Эмнести Интернэшнл», где ею были проведены исследования в области соблюдения прав женщин в Африке, Ближнем Востоке и Азии. Калламар занимала пост специального докладчика ООН по вопросу о внесудебных казнях, казнях без надлежащего судебного разбирательства или произвольных казнях, учреждённый  Советом по правам человека ООН. Аньес Калламар возглавляла правозащитную организацию «Статья 19»; была директором проекта «Глобальная свобода выражения мнений» в Колумбийском Университете (Columbia Global Freedom of Expression); занимала пост специального советника президента Колумбийского университета.

## Биография

### Родина
Калламар имеет французское гражданство.
Дедом Аньес Калламар был Леон Савиу, участник французского сопротивления, убитый фашистами в последний день второй мировой войны.

### Образование
Калламар получила степень бакалавра в Институте политических исследований Гренобля (Grenoble Institute of Political Studies) в 1985 году. Она получила степень магистра международных и африканских исследований в Говардском университете в 1988 году. Калламар получила докторскую степень в области политических наук в Новой школе социальных исследований (The New School for Social Research) в Нью-Йорке в 1995 году, защитив диссертацию под названием «Население под огнём, население в условиях стресса: исследование мозамбикских беженцев и жителей малавийских деревень в Малави».

### Карьера
Аньес Калламар возглавила британскую правозащитную организацию «Статья 19» в 2004 году, проработав на этом посту девять лет; одновременно, она была членом совета в Международной ассоциации по защите свободы слова (IFEX).
Калламар с 2016 по 2021 год занимала пост специального докладчика ООН по вопросу о внесудебных казнях, казнях без надлежащего судебного разбирательства или произвольных казнях.
Находясь на посту специального докладчика ООН по вопросу о внесудебных казнях, Калламар расследовала в 2018 году убийство Джамаля Хашогги, также требовала расследовать отравление Алексея Навального.
Калламар работала помощником генерального секретаря «Эмнести Интернэшнл» с 1995 по 2001 год, когда данный пост занимал Пьер Сан (Pierre Sané), где Калламар, кроме канцелярской работы, проводила исследования в области защиты прав женщин.
Аньес Калламар была назначена на пост генерального секретаря «Эмнести Интернэшнл» 28 марта 2021 года — это будет её первый четырёхлетний срок на данной должности. До неё эту должность занимала Джулия Верхаар (Julie Verhaar) из Нидерландов .

## Доклад о действиях украинской армии
Доклад о ситуации на Украине, который «Эмнести Интернэшнл» готовила на основе наблюдений прав человека на территории Украины с апреля по июль 2022 года, был опубликован четвёртого августа 2022 года.
После публикации доклада, где говорилось, что эксперты наблюдали создание украинскими войсками баз и систем эксплуатации оружия в жилых районах, президент Украины Владимир Зеленский и представители его правительства обвинили «Эмнести Интернэшнл» в оправдании российских преступлений; Зеленский сказал, что правозащитная организация «пыталась перенести ответственность с агрессора на жертву». Зеленский и другие представители Украины настаивали, что они делают всё возможное, чтобы эвакуировать мирное население из районов боевых действий.
Калламард сказала, повторив слова из доклада: «мы задокументировали схему украинских сил, которая подвергает риску гражданские лица и нарушает законы войны, когда они проводят операции в населённых районах».
Общественные лидеры Украины потребовали отставки Аньес Калламар и всех сотрудников «Эмнести Интернэшнл», ответственных за публикацию доклада, для чего был организован сбор подписей на сайте Change.org, также глава украинского офиса «Эмнести Интернэшнл» Оксана Покальчук объявила о сложении полномочий в знак протеста.
Аньес Калламар несколько раз прокомментировала своё отношение к докладу на Твиттере, сказав, что «сегодня мы сообщаем о тактике Украины, подвергающей опасности мирных жителей. Тем, кто нападает на нас со ссылкой на предвзятое отношение к Украине, я говорю: проверьте нашу работу. Мы поддерживаем всех пострадавших. Беспристрастно». Она также отметила, что «украинские и российские банды и тролли в социальных сетях — все они сегодня заняты атакой расследований „Эмнести Интернэшнл“».
«Эмнести Интернэшнл» извинилась по электронной почте перед правительством Украины седьмого августа 2022 года за причинённую докладом травму: «„Эмнести Интернэшнл“ глубоко сожалеет о страданиях и гневе, которые вызвал наш пресс-релиз по боевой тактике украинских вооружённых сил». В данном электронном письме правозащитники также сказали, что они задокументировали случаи расположения вооружённых сил Украины в жилых районах в девятнадцати прифронтовых городах и сёлах, что могло поставить мирное население под риск ударов российской армии.
Впоследствии «Эмнести Интернэшнл» решила подробнее изучить данный доклад и для этого организация попросила учёных провести ревизию. Ревизия была подготовлена к февралю 2023 года. Данная ревизия проводилась как внутреннее расследование с целью улучшения работы правозащитной организации, но газета The New York Times опубликовала данный внутренний документ. В ревизии учёные говорят о том, что некоторые места в докладе недостаточно чётко обозначены, «написано двусмысленным, неточным и в некоторых отношениях юридически сомнительным языком», так как нет чёткого определения в вопросе причины гибели гражданского населения, «многие или большинство гражданских жертв войны погибли в результате решения Украины разместить свои силы поблизости от мирных жителей», или гражданское население погибло, потому что была «готовность России преднамеренно или неизбирательно наносить удары по гражданским лицам или гражданским объектам».

## Публикации
- Аньес Калламар 1999, Документирование нарушений прав человека государственными агентами — сексуальное насилие. Международный центр прав человека и демократического развития (Agnès Callamard 1999, Documenting Human Rights Violations by State Agents — sexual Violence. Amnesty International, International Centre for Human Rights and Democratic Development)[19]

- Редакторы: Аньес Калламар, Ли С. Боллинджер, 2021, Независимо от границ; глобальная свобода выражения мнений в неспокойном мире (Editors: Agnès Callamard, Lee C. Bollinger, Regardless of Frontiers; Global Freedom of Expression in a Troubled World. Columbia University Press, 2021)[20]